# Энгель, Герхард
Герхард Э́нгель (нем. Gerhard Engel; 13 апреля 1906, Губен — 9 декабря 1976, Мюнхен) — немецкий офицер, генерал-лейтенант во Вторую мировую войну.

## Биография
5 октября 1925 года Энгель поступил на службу стрелком в 5-й прусский пехотный полк рейхсвера. 17 августа 1927 года получил звание фанен-юнкера. После двух командировок в пехотную школу в Дрездене Энгель получил 1 сентября 1930 года звание лейтенанта и служил во 2-й роте, а с апреля 1932 года — в 3-й роте. Получил звание обер-лейтенанта 1 июля 1933 года, а с 10 сентября 1933 года был назначен адъютантом 3-го батальона в Ростоке. В 1937 году Энгель получил звание капитана. В 1937—1938 годах командовал 11-й ротой 27-го пехотного полка. В 1938—1941 годах занимал должность адъютанта от сухопутных сил под началом шеф-адъютанта вермахта Рудольфа Шмундта при верховном главнокомандующем сухопутных войск. В 1941 году Энгель был назначен связным офицером от сухопутных войск при Гитлере. В 1941 году получил майорское звание, в 1943 году стал подполковником. 1 октября 1943 года по собственному желанию был направлен на фронт, где принял на себя командование 27-м стрелковым полком под Невелем, а затем — 197-м пехотным полком и 12-й пехотной дивизией под Ахеном и в Арденнах, с мая 1944 года в звании полковника, а с ноября 1944 года — генерал-майором. 1 апреля 1945 года Энгель получил звание генерал-лейтенанта и был назначен командиром пехотной дивизии имени Ульриха фон Гуттена (Infanterie-Division «Ulrich von Hutten») в 20-м армейском корпусе в районе Галле. С 8 мая 1945 года по декабрь 1947 года Энгель находился в плену у американцев.
После освобождения из плена работал управляющим сахарным заводом под Нёрфенихом, а затем инструментального завода в Дюссельдорфе. Возглавлял общество ветеранов 12-й дивизии. В 1974 году Энгель выпустил мемуары о периоде службы в главной ставке Гитлера, которые являются важным источником исторической информации.

## Сочинения
- Hildegard von Kotze (Hrsg.): Heeresadjutant bei Hitler 1938—1943: Aufzeichnungen des Majors Engel. Deutsche Verlags-Anstalt, Stuttgart 1982, ISBN 3-421-01699-2.

## Награды
- Медаль «За выслугу лет в вермахте» 4-го класса (2 октября 1936)
- Медаль «В память 13 марта 1938 года» (21 ноября 1938)
- Орден Короны Италии офицерский крест (14 июля 1938) (Королевство Италия)
- Орден Святых Маврикия и Лазаря офицерский крест (14 июля 1938) (Королевство Италия)
- Орден Заслуг офицерский крест (3 января 1939) (Королевство Венгрия)
- Орден Святого Саввы 3-го класса (28 июля 1939) (Королевство Югославия)
- Орден Короны Румынии офицерский крест (7 июня 1940) (Королевство Румыния)
- Орден Креста Свободы 2-го класса с мечами (16 декабря 1941) (Финляндия)
- Немецкий крест в серебре (16 октября 1943)
- Железный крест (1939) 2-го класса (26 февраля 1944)
- Железный крест (1939) 1-го класса (23 мая 1944)
- Рыцарский крест Железного креста с дубовыми листьями
  - рыцарский крест (4 июля 1944)
  - дубовые листья (№ 679) (11 декабря 1944)
- Крест «За военные заслуги» 2-го и 1-го класса с мечами
- Нагрудный знак «За ранение» (1939) в золоте
- Нагрудный штурмовой пехотный знак в серебре
- Медаль «За выслугу лет в вермахте» 3-го класса
- Упоминание в Вермахтберихт (26 ноября 1944)